# Кжижановский, Якуб
Я́куб Ба́ртош Кжижа́новский (пол. Jakub Bartosz Krzyżanowski; 19 января 2006, Краков) — польский футболист, защитник клуба «Висла», выступающий на правах аренды за клуб «Торино».

## Клубная карьера
Якуб Кжижановский родился в городе Краков и является воспитанником футбольной академии местного клуба «Висла». В сезоне 2023/24 футболист дебютировал в первой команде Вислы 5 августа 2023 года в матче Первой лиги против «Стали» (Жешув). Позже он также участвовал в Кубковых матчах в составе «Вислы». В победном финале Кубка Польши 2023/24 2 мая против «Погони» Кжижановский оставался в запасе.
В августе 2024 года Кжижановский продлил контракт с «Вислой» до 2026 года и через неделю отбыл в годовую аренду в итальянский «Торино». Условия аренды предусматривают право выкупа контракта игрока итальянским клубом.

## Карьера в сборной
В 2023 году в составе юношеской сборной Польши (U-17) Якуб Кжижановский участвовал в юношеском чемпионате мира в Индонезии.